# Чемпионат мира по шоссейным велогонкам 1932
12-й чемпионат мира по шоссейному велоспорту проходил в Риме столице Королевство Италия 28 — 31 августа 1932 года. Чемпионом мира среди профессионалов стал итальянец Альфредо Бинда.

## Детали
Чемпионат мира 1932 года прошел на родине двукратного чемпиона мира по велоспорту Альфредо Бинда в Королевстве Италия. В нём участвовало 40 велогонщиков, включая 21 профессионала и 19 любителей. Профессионалам предстояло преодолеть дистанцию в 206 км, а любителям в 137 км.
Среди профессионалов победу одержал итальянец Альфредо Бинда, став первым трехкратным чемпионом мира среди профессионалов (1927, 1930 и 1932). Он опередил свое соотечественника Ремо Бертони на 15 секунд и люксембуржца Николя Франца на 4 минуты и 52 секунды. Чемпион мира 1931 года Леарко Гуэрру финишировал пятым. Из 21 стартовавших в гонке, финишировали 17 велогонщиков.
Среди любителей победу одержал итальянец Джузеппе Мартано, вторым финишировал швейцарец Пауль Эгли, третий — француз Поль Шок. Количество стартовавших в гонке неизвестно, финишировали 19 велогонщиков.

## Программа чемпионата
| Дата            | Дисциплина              | Маршрут         | Дистанция       | Круги           |
| Групповые гонки | Групповые гонки         | Групповые гонки | Групповые гонки | Групповые гонки |
| --------------- | ----------------------- | --------------- | --------------- | --------------- |
| 31 августа      | Мужчины — Профессионалы | Рим — Рим       | 206 км          | 3               |
| 28 августа      | Мужчины — Любители      | Рим — Рим       | 137 км          | 2               |

## Медалисты
Согласно: 
| Велогонка     | Золото                    | Золото   | Серебро                | Серебро  | Бронза                     | Бронза   |
| ------------- | ------------------------- | -------- | ---------------------- | -------- | -------------------------- | -------- |
| Мужчины       |                           |          |                        |          |                            |          |
| Профессионалы | Альфредо Бинда · Италия   | 7ч01’28" | Ремо Бертони · Италия  | + 0' 15" | Николас Франц · Люксембург | + 4' 52" |
| Любители      | Джузеппе Мартано · Италия | 4ч32’52" | Пауль Эгли · Швейцария | + 0' 00" | Поль Шок · Франция         | + 0' 00" |

## Медальный зачёт
*   Принимающая страна (Италия)
| Место          | Страна         | Золото | Серебро | Бронза | Всего |
| -------------- | -------------- | ------ | ------- | ------ | ----- |
| 1              | Италия*        | 2      | 1       | 0      | 3     |
| 2              | Швейцария      | 0      | 1       | 0      | 1     |
| 3              | Люксембург     | 0      | 0       | 1      | 1     |
| 3              | Франция        | 0      | 0       | 1      | 1     |
| Всего стран: 4 | Всего стран: 4 | 2      | 2       | 2      | 6     |